# 鐵路狂飆
《鐵路狂飆》是一個火車拼圖遊戲，他包含12張地圖、26列火車和36節車廂。遊戲玩法是作為列車調度員的玩家需要快速地控制轉換器和列車方向，讓火車能夠以最快時間通過整個鐵路系統。

## 外部連結
- 鐵路狂飆（LocoMania）官方網站